# Iglesia de Saúca
La iglesia parroquial de Saúca (también conocida como iglesia de Nuestra Señora de la Asunción) es un templo católico situado en la localidad española del mismo nombre, perteneciente a la provincia de Guadalajara, en la comunidad autónoma de Castilla-La Mancha.
La iglesia fue declarada monumento histórico artístico —antecedente de la figura de bien de interés cultural— el 16 de junio de 1966.

## Historia
La construcción de la iglesia de Saúca se sitúa entre la última década del siglo XII y la primera mitad del siglo XIII,  en el contexto de la repoblación cristiana posterior a la conquista de la zona. Integrada entonces en la jurisdicción de la comunidad de villa y tierra de Medinaceli, la aldea emprendió la edificación de un templo acorde a sus nuevas necesidades espirituales y sociales.
La amplitud y monumentalidad del edificio, especialmente en relación con las dimensiones del lugar, sugiere un patrocinio directo del obispado de Sigüenza, tal como ocurrió en otras parroquias de su jurisdicción. Obispos como  Rodrigo (1192–1221) y sus sucesores impulsaron talleres escultóricos y arquitectónicos activos en la zona, responsables de un conjunto de iglesias con características similares, como las de Carabias, Pozancos, Jodra, Pinilla o Abánades.
A lo largo del tiempo, el edificio fue objeto de sucesivas intervenciones. En el  siglo XVII se añadieron elementos estructurales como los contrafuertes del muro norte y el arbotante occidental, destinados a reforzar la estabilidad de la fábrica. Durante el  siglo XVIII se produjo una reforma profunda que afectó al interior, con la sustitución del ábside semicircular por una cabecera cuadrada y la construcción de la sacristía. En época reciente se llevaron a cabo trabajos de restauración, especialmente en la estructura de la nave y el pórtico.

## Descripción
La iglesia, de estilo románico rural y planta rectangular con una única nave, constituye un notable ejemplo del románico meridional castellano. Su esquema constructivo y la articulación de sus espacios responden a modelos arquitectónicos propios de la zona, con influencias segovianas y burgalesas, mientras que la ornamentación revela la mano de talleres activos en torno a Sigüenza.

### Exterior
El edificio combina la mampostería, utilizada en los muros de la nave y la cabecera, con la sillería de buena factura empleada en sus elementos más singulares: el pórtico, la espadaña y la sacristía.
La cabecera actual, de planta cuadrada, fue notablemente realzada en altura y cubierta con un tejado a dos aguas. Reutiliza una línea de cornisa abiselada sostenida por canecillos de proa de nave. En su muro norte se añadieron en el siglo XVI dos grandes contrafuertes de sillería para contrarrestar problemas estructurales, ya que dicho muro aún presenta un marcado desplome.
Sobre el hastial occidental se alza una robusta espadaña de un solo cuerpo con dos vanos de arco de medio punto y remate a piñón. Su considerable peso también generó problemas de estabilidad, lo que obligó a construir en el siglo XVI un arbotante que transmite los empujes desde la esquina suroeste de la nave hasta el pórtico.
La portada de acceso al templo, situada en el muro sur, está formada por un arco de medio punto y una arquivolta, ambos con el intradós abocelado, que descansan sobre cimacios y jambas lisas.

### Pórtico

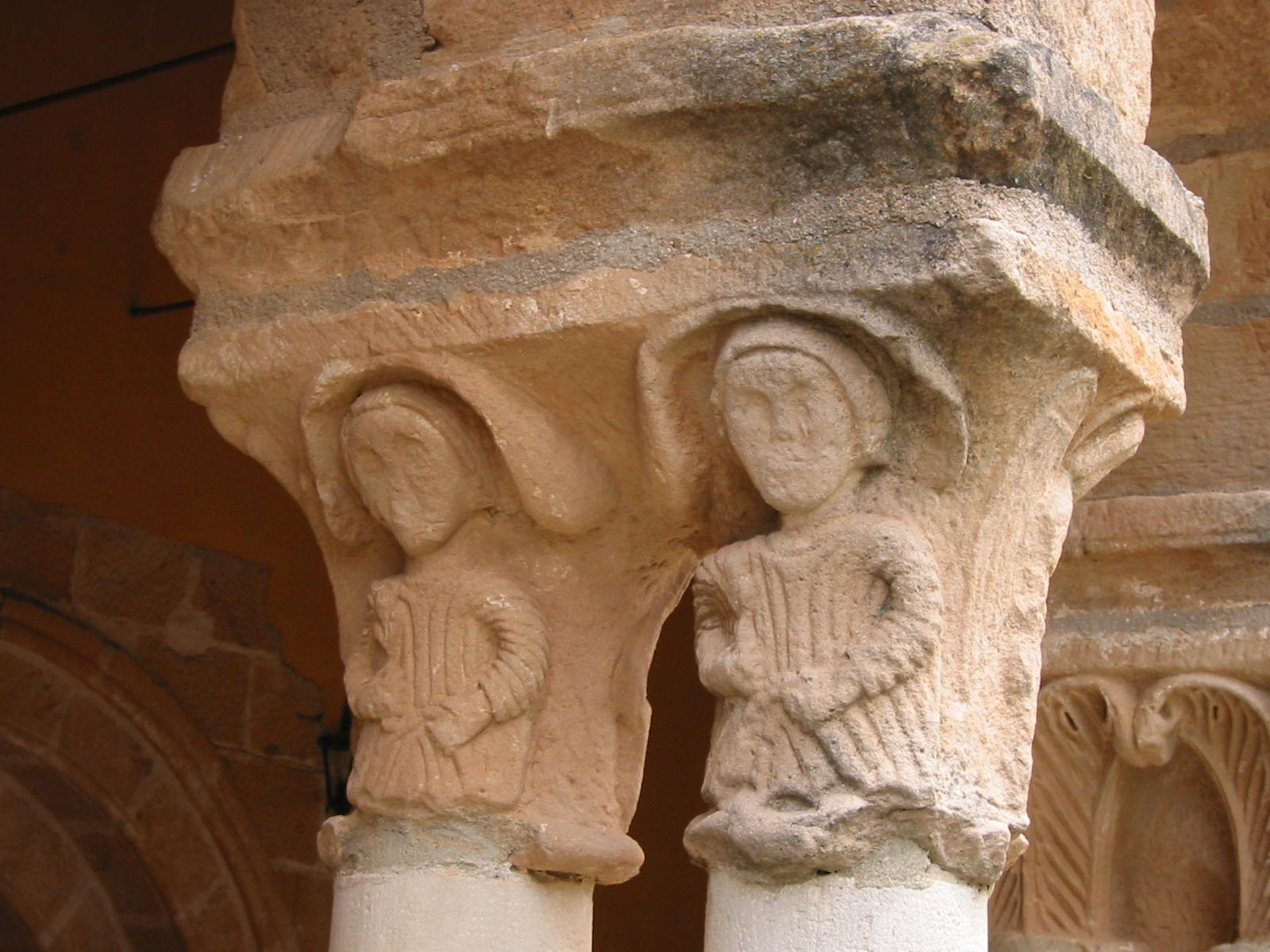
Dos Capiteles románicos situados en la parte sur del atrio.

El elemento más destacado y monumental del conjunto es el atrio porticado, que se extiende por los costados sur y oeste del edificio, una disposición característica del románico segoviano y que se repite en otras iglesias de la provincia como la de Carabias.
El pórtico se apoya sobre un basamento de unos 50 cm de altura y se compone de arquerías de arcos de medio punto que descansan sobre columnas pareadas de fustes monolíticos. El lado oeste, más corto, cuenta con cinco arcos y una pequeña entrada. El lado sur, el principal, tiene nueve arcos y una entrada central, también de medio punto, flanqueada por columnas adosadas. Algunas partes, especialmente en la arquería oeste, han sido restauradas y sus fustes y basas son de nueva factura.

#### Capiteles
La mayoría de los capiteles del pórtico presentan una decoración vegetal, principalmente con estilizadas hojas de acanto terminadas en pequeños cogollos, uun estilo característico que permite vincularlos a los talleres escultóricos de la cercana Catedral de Sigüenza.
Sin embargo, destacan dos capiteles figurados de gran interés iconográfico:
El capitel de la esquina suroeste del pórtico narra el episodio de la burra de Balaam. En él se representa, de izquierda a derecha, un asno, una figura humana cubierta con un manto (el profeta Balaam) y un ángel portando una cruz.
En otro capitel doble se representa una escena de la Anunciación junto a una lucha entre un león y un grifo en actitud rampante, interpretada como la lucha entre las pasiones y las virtudes. En la otra cara se observan dos figuras nimbadas sosteniendo una flor, posiblemente alegorías de la santidad.

### Interior
El interior del templo, muy reformado, presenta un aspecto sencillo. La nave única está cubierta con una armadura de madera atirantada, fruto de una restauración reciente, mientras que la cabecera cuadrangular, de factura moderna,  se cubre con una bóveda de cañón enyesada.
La transición entre ambos espacios se realiza a través de un gran arco triunfal de medio punto ornamentado con una fila de bolas, lo que permite fechar su construcción en el siglo XVI, coincidiendo con otras intervenciones en el edificio. A los pies de la iglesia se sitúa un coro de construcción reciente, bajo el cual se aprecia un arco de descarga apuntado de sillería que confirma los problemas estructurales que sufrió la iglesia por el peso de la espadaña.
La sacristía se adosa al lado sur de la cabecera, y se accede a ella por una puerta adintelada. Una inscripción sobre la misma ("AÑO DE 1677") fecha su construcción en el último cuarto del siglo XVII. El altar mayor está presidido por un retablo de estilo neoclásico con imágenes de la Inmaculada, la Ascensión y San Blas.

#### Pila bautismal
Bajo el coro, en el ángulo noroeste del templo, se conserva la pila bautismal románica. Esculpida en un único bloque de piedra, tiene 118 cm de diámetro. Su copa está decorada con una sucesión de veinte pequeños arcos de medio punto, un estilo similar al de la pila de Pozancos.

## Galería fotográfica

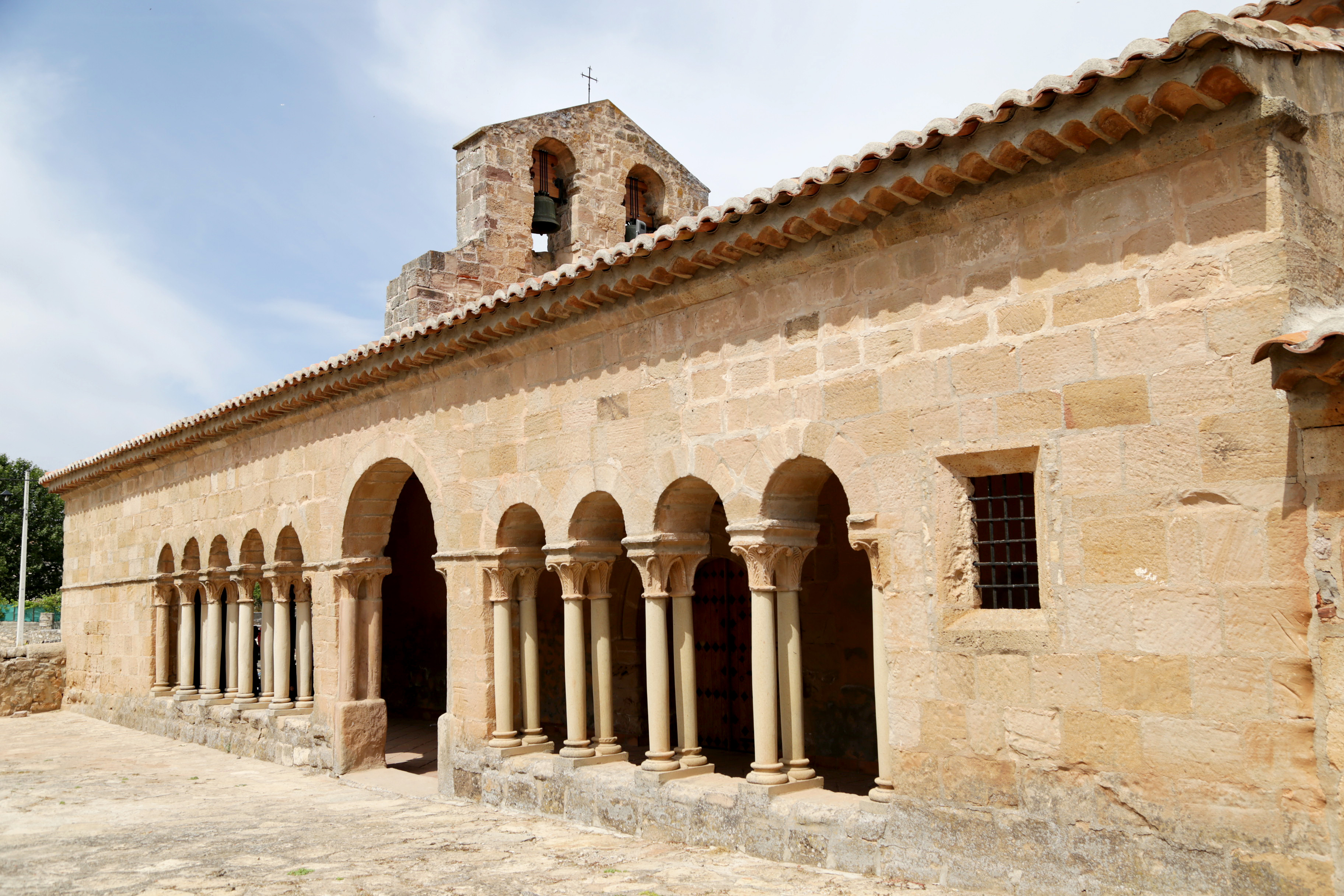
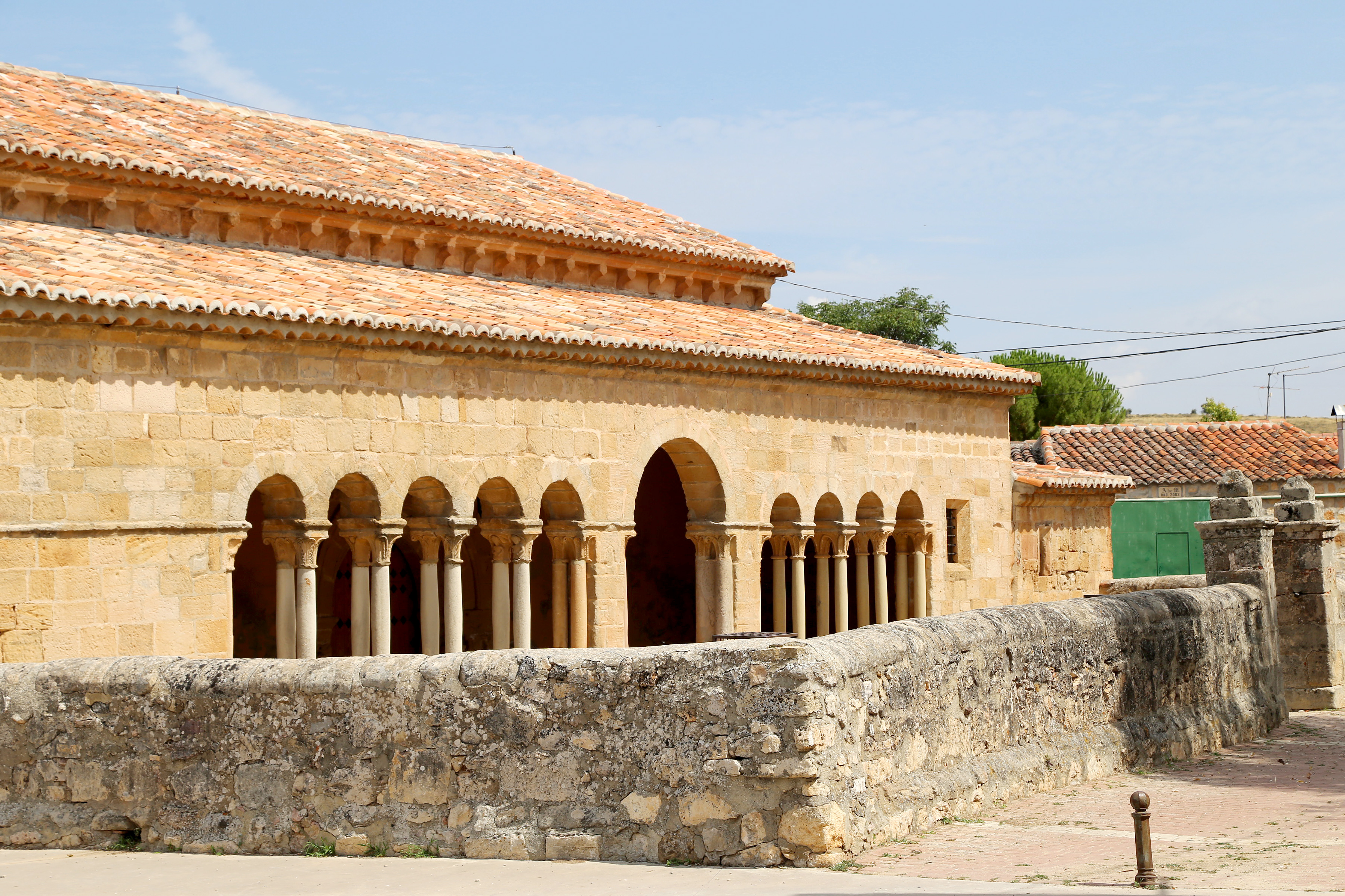
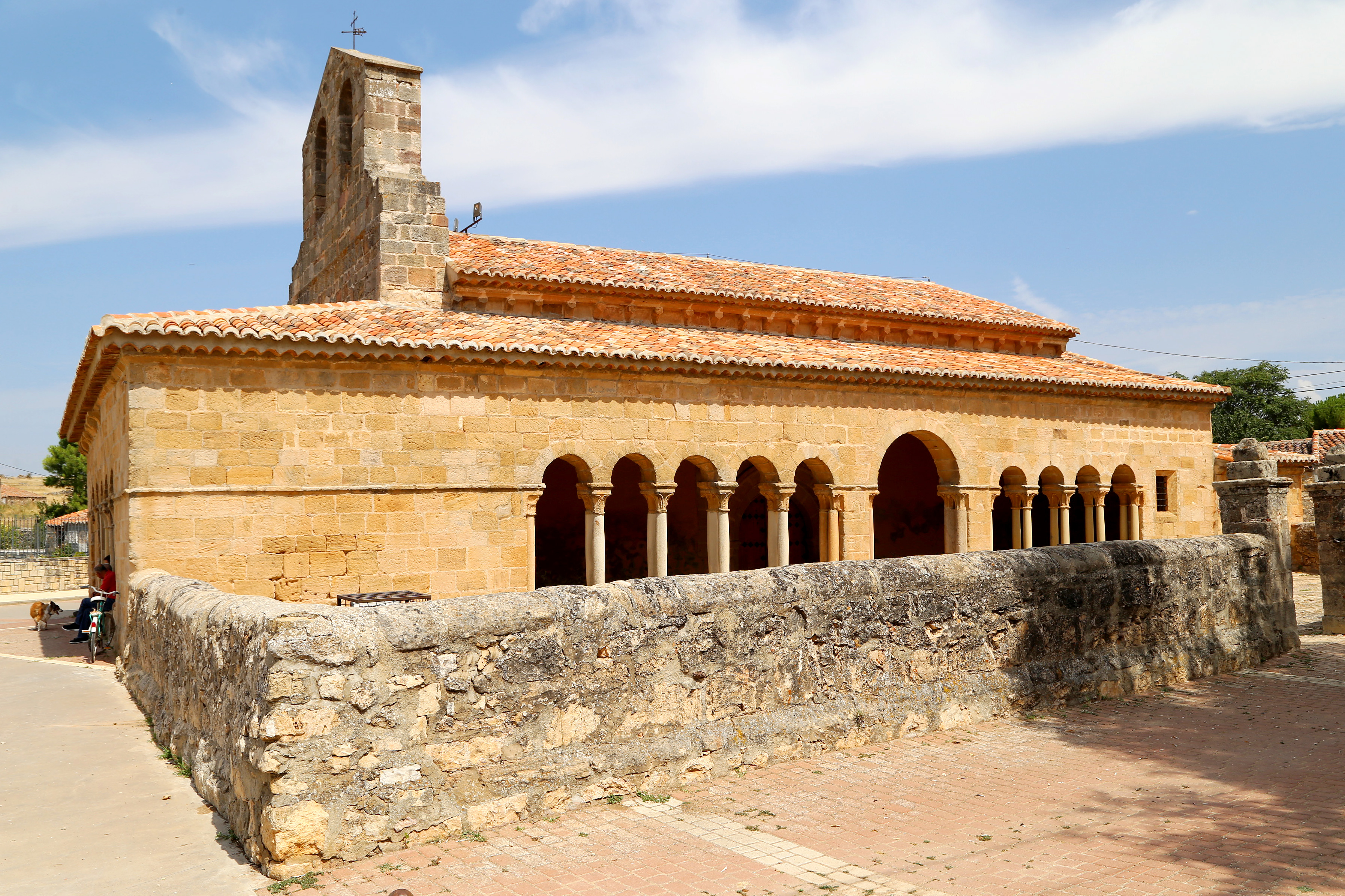
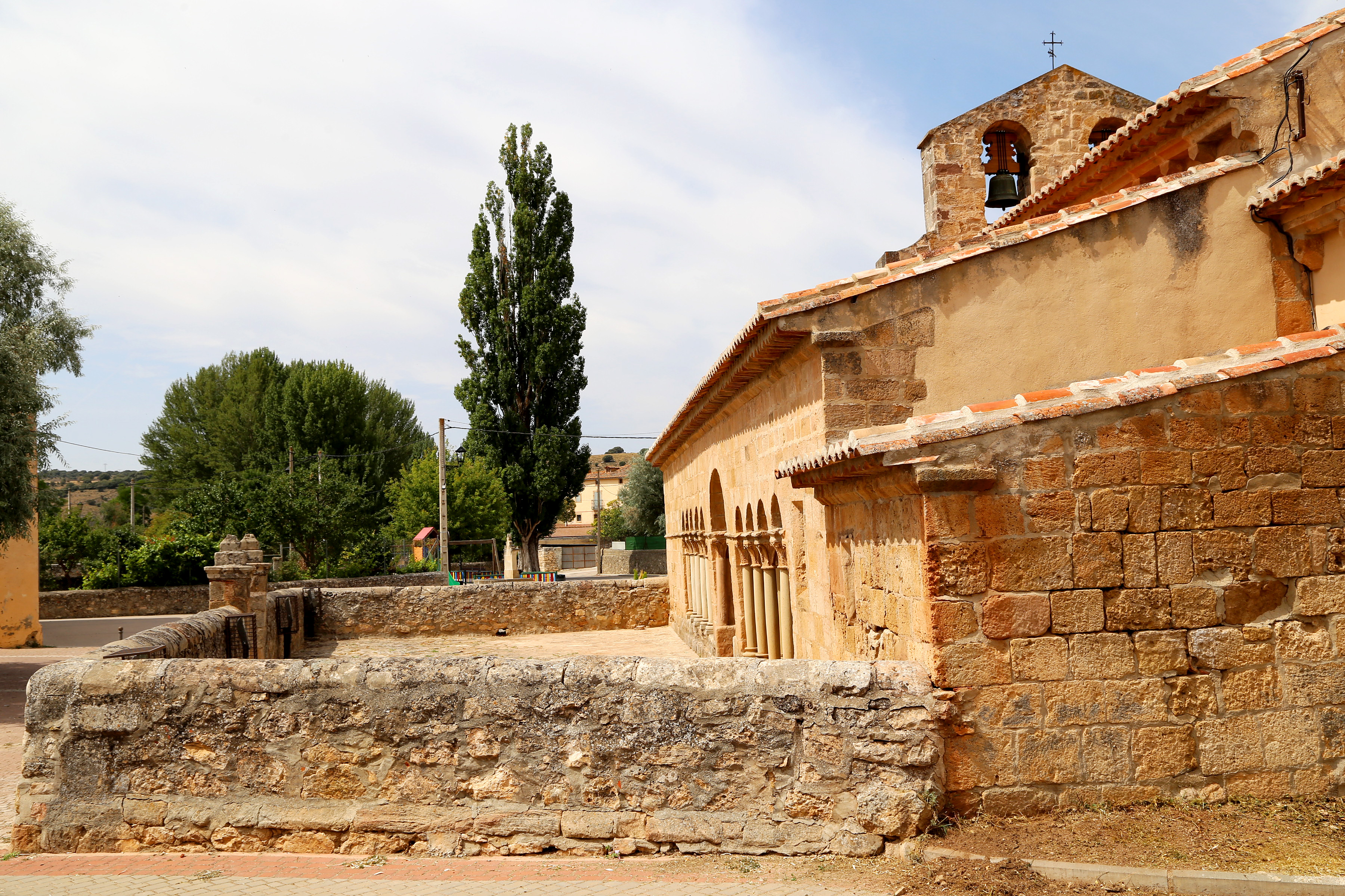
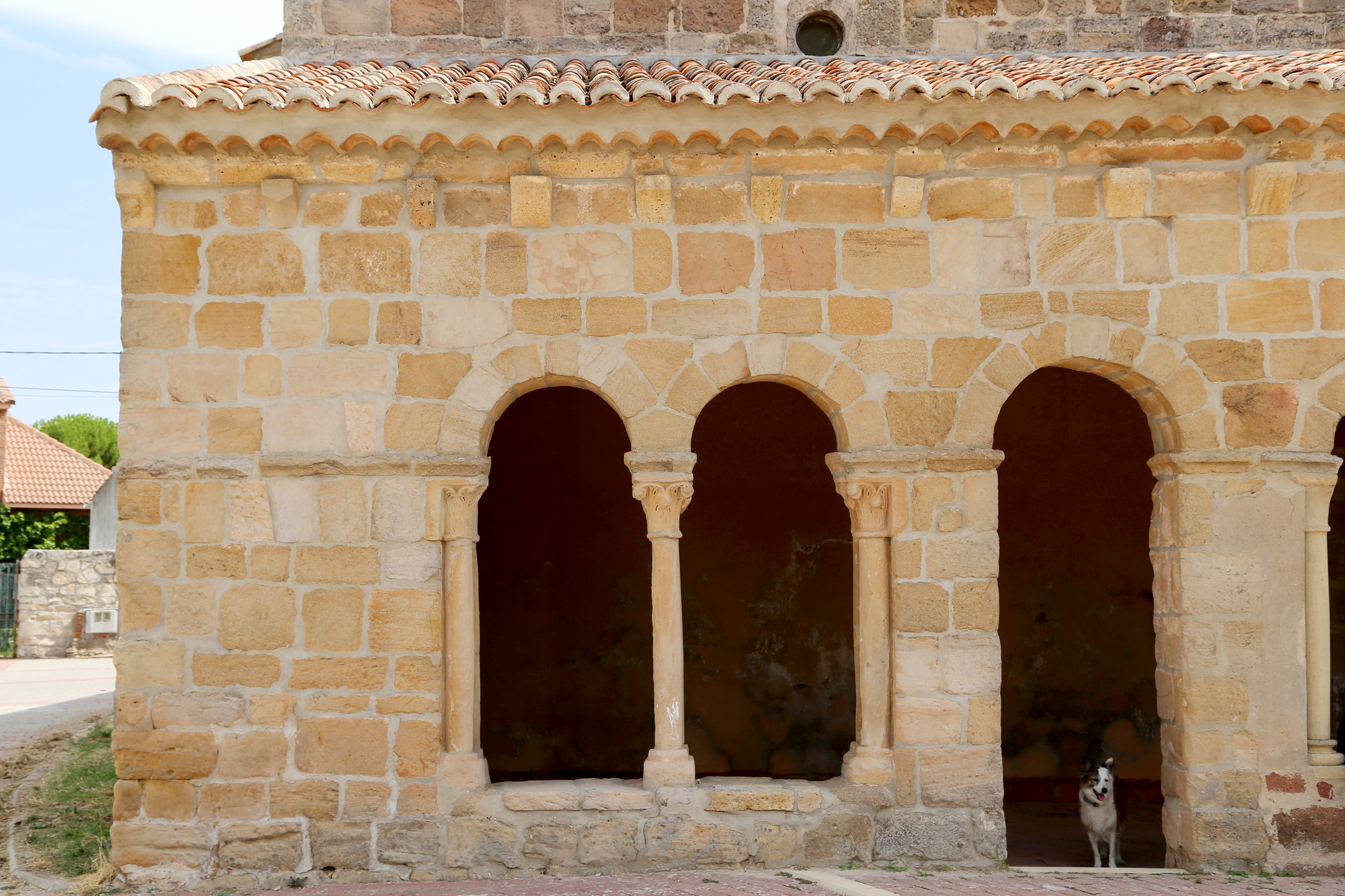
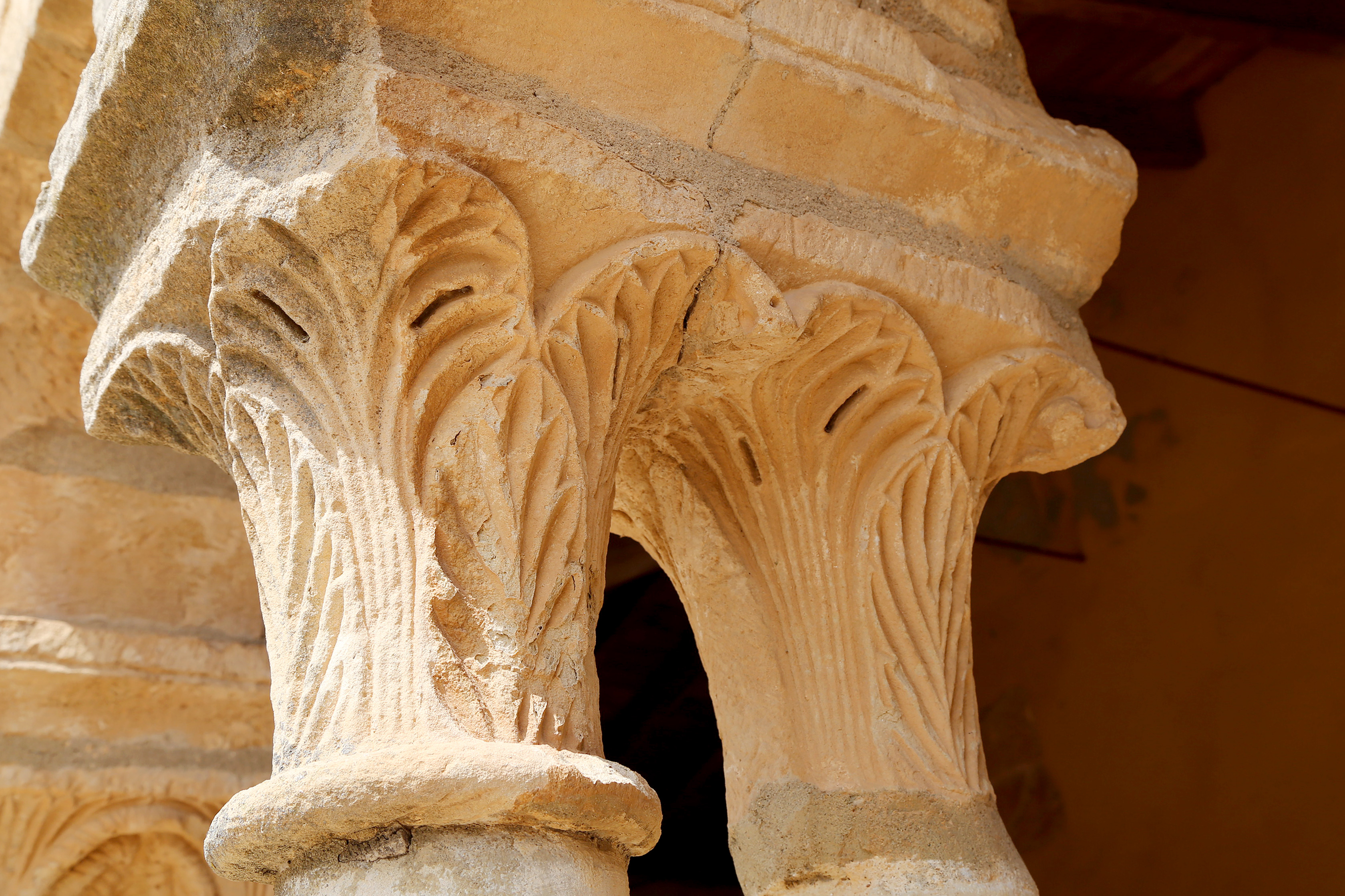
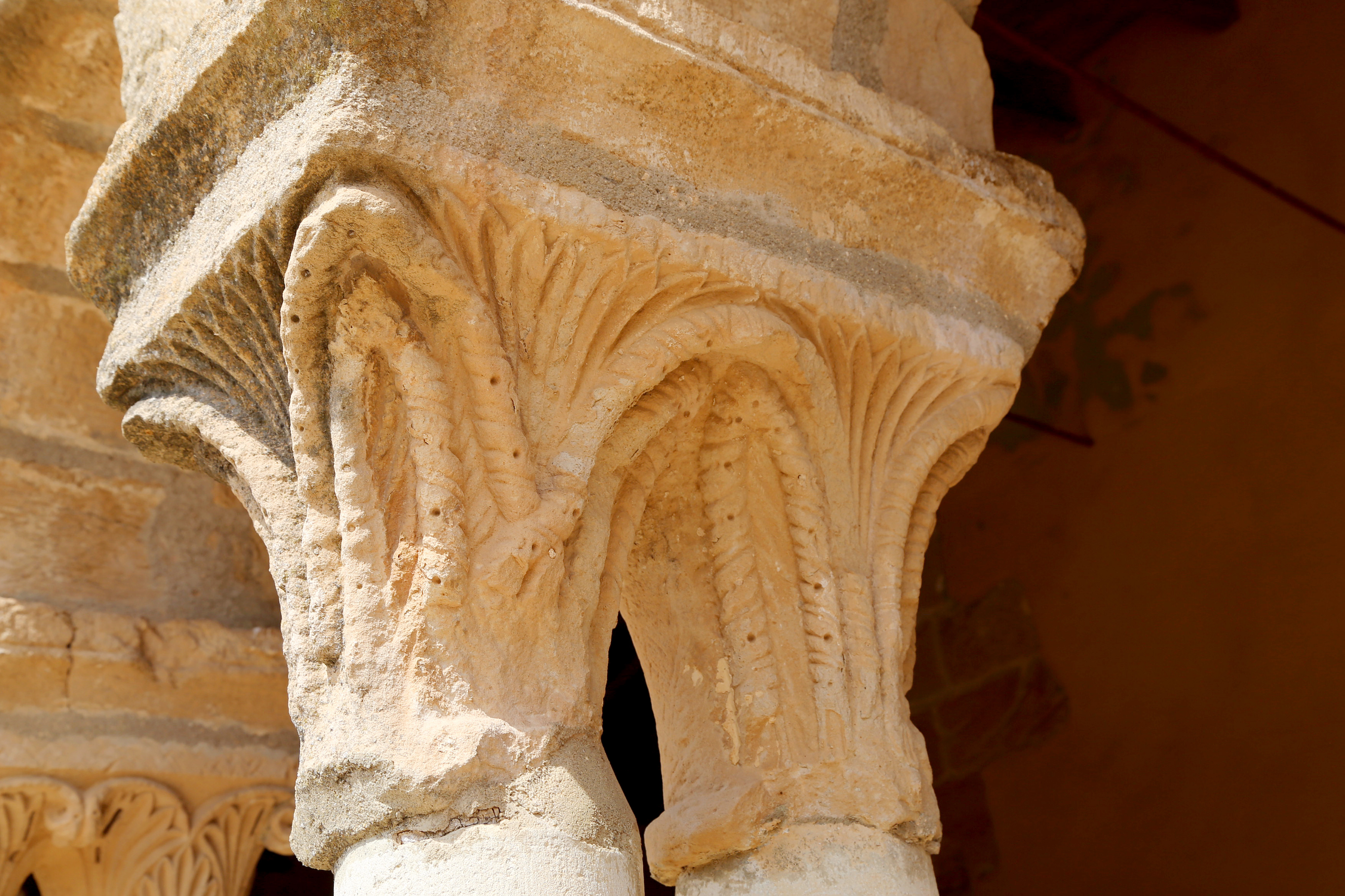